# Helictotrichon
Helictotrichon és un gènere de plantes de la família de les poàcies, ordre de les poals, subclasse de les commelínides, classe de les liliòpsides, divisió dels magnoliofitins.

## Taxonomia
- Helictotrichon cantabricum (Lag.) Gervais
- Helictotrichon filifolium (Lag.) Henrard
- Helictotrichon sarracenorum (Gand.) J. Holub
- Helictotrichon sedenense (DC.) J. Holub

(vegeu-ne una relació més exhaustiva a Wikispecies)

## Sinònims
(Els gèneres marcats amb dos asteriscs (**) són sinònims possibles)

**Amphibromus Nees, 
Avenastrum Opiz, 
Avenochloa Holub, 
Avenula (Dumort.) Dumort., 
Danthorhiza Ten., nom. inval., 
Heuffelia Schur, 
Stipavena Vierh.